# Шацкин, Лазарь Абрамович
Ла́зарь Абра́мович Ша́цкин (1902, Сувалки, Царство Польское, Российская империя — 10 января 1937, Москва, СССР) — советский партийный деятель, один из основателей и руководителей комсомола. Расстрелян в 1937 году.
Был почетным комсомольцем.

## Биография
Родился в Сувалках в зажиточной еврейской семье. В мае 1917 года, в возрасте неполных 15 лет, вступил в РКП(б). Один из организаторов МК РКСМ в 1917 году. Участник Гражданской войны 1918—1920 гг. В 1918—1922 гг. член ЦК РКСМ, секретарь ЦК РКСМ. Одновременно в 1919—1921 гг. — первый секретарь Коммунистического интернационала молодёжи. В 1926—1928 гг. — член ЦК ВЛКСМ. Делегат 1-го, 4-го, 8-го съездов комсомола; 8—13-го, 15—16-го съездов ВКП(б). Делегат 1—3-го конгрессов КИМ, 2—5-го конгрессов Коминтерна, в 1919—1923 гг. — член Исполкома КИМ. Борис Бажанов вспоминал, что Шацкина тогда высшее руководство партии определило среди кандидатов в свои преемники.
В 1925 году учился в Институте красной профессуры. На XV съезде ВКП(б) (1927) избран членом Центральной контрольной комиссии ВКП(б). С 1928 года — на партийной и государственной работе. В 1928—1929 годах — член редакционной коллегии газеты «Правда». 18 июня 1929 г. опубликовал в «Правде» статью «Долой партийного обывателя», в которой отмечал, что в партии доминирует «молчаливое большинство», готовое одобрить любую директиву, спущенную «сверху». Статья вызвала недовольство Сталина. В «Правде», «Комсомольской правде» и других изданиях появились резкие статьи, осуждающие Шацкина; ЦК ВЛКСМ принял Постановление «О грубых политических ошибках тов. Шацкина».
В 1930 году вместе с другим бывшим комсомольским работником В. В. Ломинадзе создал оппозиционную группу, которая позже вместе с группой председателя Совнаркома РСФСР С. И. Сырцова образовала блок, охарактеризованный Сталиным как «право-левацкий». 1 декабря 1930 г. появилось совместное постановление ЦК и ЦКК «О фракционной работе Сырцова, Ломинадзе и др.». Сырцов и Ломинадзе были выведены из ЦК, а Шацкин — из ЦКК, а также из состава редколлегий газет «Правда» и «Комсомольская правда».
С ноября 1930 года по ноябрь 1932 года работал в Центросоюзе. С 1932 года — заместитель председателя среднеазиатского госплана. Директор Института экономических исследований Госплана СССР. Не отказавшись от своих убеждений, вместе с Ломинадзе в 1932 году образовал новую оппозиционную «лево-правую» группу, где правое крыло уже было представлено бывшим учеником Бухарина Я. Э. Стэном; эта группа распалась после ареста Стэна осенью того же года.
10 февраля 1935 арестован, исключён из партии. Приговорён к 5 годам заключения. Срок отбывал в Суздальской тюрьме особого назначения.
В июле 1936 года отправлен этапом в Москву. 
10 января 1937 года осужден к ВМН Военной коллегией Верховного суда СССР по обвинению в «участии в к.-р. террористической организации». На заседании суда вины не признал.  Вечером того же дня расстрелян комендантом ВКВС СССР И. Г. Игнатьевым (в присутствии помощника Прокурора СССР И. Ф. Прусса) в группе 13 осужденных (в т ч. с П. А. Залуцким, И. Т. Смилгой и М. Н. Рютиным). Место захоронения — «могила невостребованных прахов» № 1 крематория Донского кладбища.
Определением Военной коллегии Верховного Суда СССР от 15 марта 1963 года реабилитирован посмертно.

## Отзывы современников
Шацкин был очень умный, культурный и способный юноша из еврейской крайне буржуазной семьи. Это он придумал комсомол и был его создателем и организатором. Сначала он был первым секретарём ЦК комсомола, но потом, копируя Ленина, который официально не возглавлял партию, Шацкин, скрываясь за кулисами руководства комсомола, ряд лет им бессменно руководил со своим лейтенантом Тархановым. Шацкин входил в бюро ЦК КСМ, а формально во главе комсомола были секретари ЦК, которых Шацкин подбирал из комсомольцев не очень блестящих. 

(Б. Бажанов «Записки секретаря Сталина»)

- «Сам же проповедует скромность, а проявляет на деле максимум самоуверенности», — отмечал Сталин о тоне статей Шацкина в своей личной переписке 1926 года[6].

## В искусстве
- В кинофильме «На пути к Ленину» (1970) роль Лазаря Шацкина играет Владимир Кузнецов.
- Лазарь Шацкин появляется в трилогии (на начало 2015 года) в жанре альтернативной истории «Жернова истории», которую написал Андрей Колганов.